# Jamaicaanse uil
De Jamaicaanse uil (Asio grammicus, synoniem Pseudoscops grammicus) is een vogel uit de familie Strigidae (uilen).

## Verspreiding en leefgebied
Deze soort is endemisch op Jamaica, een eiland in het Caribisch gebied ten zuiden van Cuba en ten westen van het eiland Hispaniola.